# Палиашвили, Поликарп Петрович
Поликарп Петрович Палиашвили (20.07.1875 — 12.05.1941) — хоровой дирижёр из Грузии. Имел звание Заслуженного деятеля искусств Грузинской ССР, которое получил в 1941 году. Закончил Московскую консерваторию по классу М. М. Ипполитова-Иванова в 1903 году. Тогда же отправился работать в театральные труппы Тифлиса. Открыл Рабочий театр при Народном доме в 1908 году. В нём был постановщиком опер: «Фауст», «Кармен», «Демон» и нескольких других. Когда в республике установилась Советская власть, продолжал работать дирижёром и хормейстером в театральных коллективах города. Начиная с 1933 года, работал в Театре оперы и балета им. Палиашвили, в котором поставил: «Даиси»,«Демон», «Русалка» и другие произведения. Также работал в оперной студии при Тбилисской консерватории.
Поликарп Палиашвили является автором ряда опер для детей. Занимался преподавательской деятельностью. У Поликарпа Петровича был брат.